# سوخور شهبازنجفي (مقاطعة غيلانغرب)
سوخور شهبازنجفي (بالفارسية: سوخور شهبازنجفی) هي قرية تقع في قسم حيدريه الريفي في إيران. يقدر عدد سكانها بـ 95 نسمة .